# Мігель Васкес
Мігель Васкес (ісп. Miguel Vázquez; 6 січня 1987, Гвадалахара) — мексиканський професійний боксер, чемпіон світу за версією IBF (2010 — 2014) у легкій вазі.

## Боксерська кар'єра
Мігель Васкес дебютував з поразки на професійному рингу 20 січня 2006 року. Його першим суперником став співвітчизник Сауль Альварес. Незважаючи на те, що майбутній зірці боксу було лише 15 років, Альварес здобув перемогу за очками у чотирираундовому поєдинку. Після цього Васкес здобув 18 перемог поспіль.
27 липня 2007 року Мігель Васкес вийшов на бій за титул чемпіона світу серед молоді за версією WBC у легкій вазі проти американця Тімоті Бредлі. Бій завершився другою поразкою Васкеса за очками.
Здобувши три перемоги, 28 червня 2008 року Мігель Васкес зустрівся у реванші з Саулем Альваресом і знов програв за очками.
17 липня 2009 року Мігель Васкес здобув дуже важливу перемогу над непереможним колумбійцем Брейдісом Прескоттом і 14 серпня 2010 року вийшов на бій за вакантний титул чемпіона світу за версією IBF у легкій вазі проти Кім Джи Хун (Південна Корея). Васкес, здобувши перемогу одностайним рішенням, став новим чемпіоном. Він провів шість успішних захистів титулу та здобув ще дві перемоги у нетитульних боях. 13 вересня 2014 року Мігель Васкес програв вперше з 2008 року і втратив титул чемпіона, поступившись розділеним рішенням американцю Міккі Бею.